# Сизый лесной сокол
Сизый лесной со́кол (лат. Micrastur plumbeus) — вид хищных птиц из семейства соколиных (Falconidae). Распространены только в биогеографическом регионе Чоко на территории Колумбии и Эквадора. Долгое время считался конспецифичным с Micrastur gilvicollis, но теперь рассматривался как отдельный вид. Подвидов не выделяют.

## Описание
Сизый лесной сокол — небольшая хищная птица длиной 30—34 см. Самки несколько крупнее самцов и весят от 180 до 213 г, тогда как самцы — от 172 до 188 г. Отличительными чертами взрослых особей являются короткий клюв без зазубрин, небольшой лицевой воротник, закруглённые крылья, ступенчатый хвост и довольно длинные ноги. Половой диморфизм в окраске не выражен. У взрослых особей голова и верхняя часть тела серого цвета. Выделяются ярко-оранжевые лицо и ноги. Грудь полосатая, бледнее спины. Брюхо беловатое. Хвост чёрного цвета с белыми кончиками и белой полосой, проходящей по середине хвоста. Радужная оболочка тёмно-коричневая.
Молодые особи по окраске похожи на взрослых, за исключением более белой груди с более редкими тёмно-коричневыми полосами на груди и боках и радужной оболочки бежевого цвета.

## Распространение и места обитания
Распространены в южной части биогеографического региона Чоко от юго-запада Колумбии до северо-запада Эквадора. Осёдлый вид, круглый год обитает в лесистых низинах и предгорных лесах на высоте от 500 до 1500 метров над уровнем моря.

## Биология
Из-за отсутствия исследований биология сизого лесного сокола не изучена. Вероятно питается мелкими позвоночными и крупными беспозвоночными. В пищеварительной системе нескольких особей были обнаружены сухопутные крабы, птицы и ящерицы.  Считается, что его основным источником пищи являются ящерицы.
Гнездится в дуплах деревьев.